# Samtgemeinde Ostheide
Samtgemeinde Ostheide er en Samtgemeinde ("fælleskommune" eller amt) i den sydlige, centrale del af Landkreis Lüneburg, beliggende sydøst for byen Lüneburg, i den tyske delstat Niedersachsen.
Administrationen ligger i byen Barendorf.

## Kommunerne i Samtgemeinden
Samtgemeinde Ostheide består af kommunerne:
1. Barendorf
2. Neetze
3. Reinstorf
4. Thomasburg
5. Vastorf
6. Wendisch Evern